# Патрисио, Эвсон
Эвсон Патрисио Васконселос до Нашименто (порт. Evson Patrício Vasconcelos do Nascimento; 9 декабря 1990, Баия, Бразилия) — бразильский футболист, полузащитник оманского клуба «Сахам».

## Карьера
Эвсон — воспитанник клуба «Витория» (Салвадор). В 2010 игрока вызвали в первую команду, однако, уже через год, он покинул родной клуб и перешёл в крупный клуб «Флуминенсе». За свой единственный сезон, игрок вышел на поле пять раз, а затем покинул команду. Следующей командой Патрисио стал «Коринтианс Алагоано», в который он перешёл в 2013 году. Тем не менее, с 2014 по 2018 год, игрок пребывал на правах аренды в японском клубе «Каматамарэ Сануки».